# ألبرت جميل بطرس
ألبرت جميل بطرس (وُلِد في 25 مارس 1934 - تُوفي في 31 أغسطس 2021) هو أكاديمي وسفير أردني من أصل فلسطيني متقاعد. ألبرت هو أستاذ الأدب الإنجليزي في الجامعة الأردنية منذ ستينيات القرن الماضي، كما أنه مؤسس قسم اللغة الإنجليزية وآدابها في الجامعة، حيث أسسه في عام 1963. تولى ألبرت رئاسة الجمعية العلمية الملكية لمدة ثماني سنوات 1976-1984، وكان سفيراً للأردن في المملكة المتحدة بين عاميّ 1987-1991. بالإضافة لعمله السياسي والدبلوماسي، شغل ألبرت منصب رئيس قسم اللغة الإنجليزية وآدابها في الجامعة الأردنية، كما شغل عمادة عدة كليات في الجامعة، منها كلية الآداب وكلية البحوث وكلية الدراسات العليا. في عام 2004، كُرِم بمنحه لقب أستاذ شرف من قبل القسم.
اشتُهِر ألبرت في مجال الأدب والترجمة، حيث ترجم العديد من كتابات الأدب الإنجليزي الأوسط وأعمال جيفري تشوسر الأدبية على وجه الخصوص، بما في ذلك: الدوقة، بيت الشهرة، برلمان الطيور، بويس، ترويلوس وكريسيدا، سيرة السيدات الطيبات، أناليدا وأورسته، أطروحة عن الإسْطرلاب وحكايات كانتربري. ركز على كتابه عن حكايات كانتربري لما له من تأثير واضح على فنون الأدب الأوروبي.

## الحياة الشخصية
وُلد ألبرت لعائلة تتبع الكنيسة الرومانية الكاثوليكية في القدس عام 1934. تزوج الدكتور من إيدا ماريا (كاسي) ألبينا، وتوفيت زوجته عام 2018. أنجبت إيدا أربعة أطفال. ألبرت له ثمانية أحفاد وحفيد واحد لأبنائه.

## الحياة المهنية

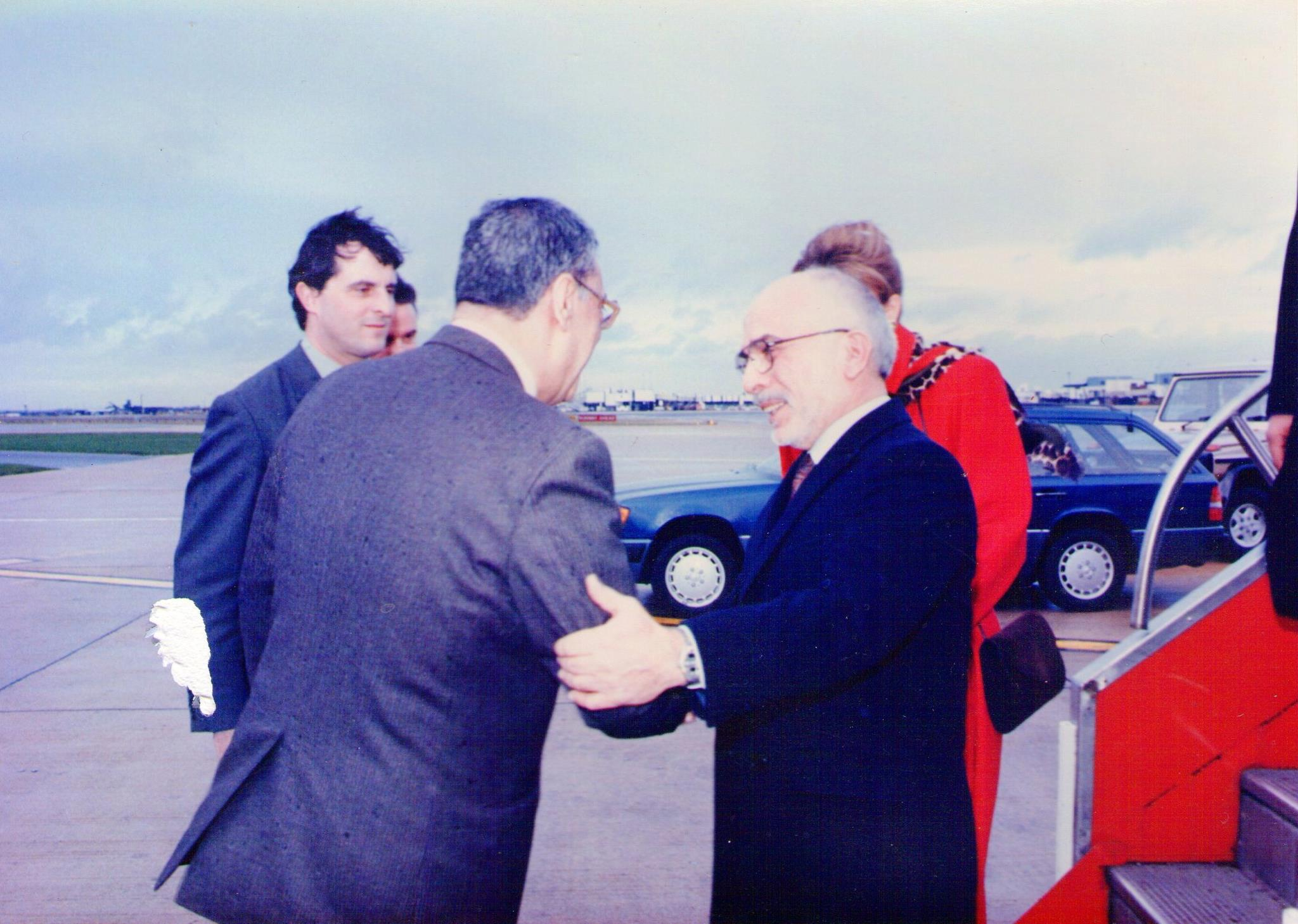
ألبرت بطرس يصافح الملك الحسين.

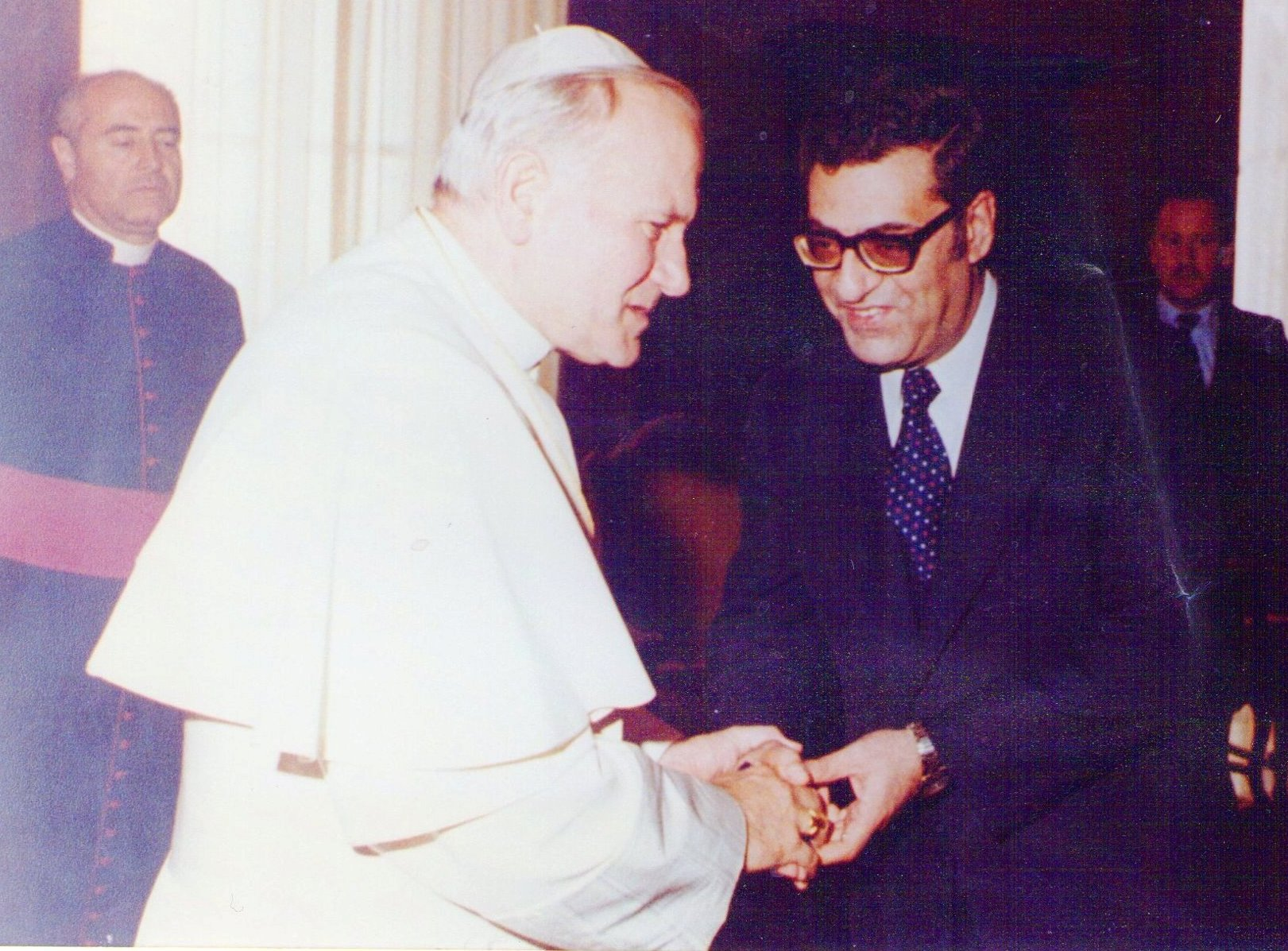
ألبرت بطرس بجانب البابا يوحنا بولس الثاني.

زار بطرس خلال حياته المهنية جامعات ومراكز بحثية في: سوريا، ولبنان، والعراق، ومصر، وتونس، والكويت، والسودان، والمغرب، والجزائر، وقطر، وتركيا، وبريطانيا، وفرنسا، وألمانيا، وإيطاليا، وهولندا، وبلجيكا، والاتحاد السوفياتي، والولايات المتحدة، وكندا، والمكسيك، وفنزويلا، وأستراليا، وتايوان، والفلبين، واليابان، وماليزيا، وكينيا، وتنزانيا، وزيمبابوي، وإيرلندا، وآيسلندا.
قام ألبرت بتدريس اللغة الإنجليزية والرياضيات في المدرسة الابتدائية والثانوية في مدرستين خاصتين في عمان من عام 1950 إلى 1955، ومن عام 1955 إلى عام 1958، حصل ألبرت على منحة من المجلس الثقافي البريطاني إلى إنجلترا من وزارة التعليم الأردنية. عَمِل ألبرت بعدها في كلية المعلمين في عمان، حيث درّس في مجال دراسات اللغة الإنجليزية من عام 1958 إلى 1960، ومن عام 1960 إلى عام 1963، حصل من وزارة التعليم الأردنية على منحة سميث موندت في الولايات المتحدة.

### عمله الأكاديمي
كانت بداية تدريس ألبرت في الجامعات منذ عام 1961، حيث حاضر في مجال دراسات اللغة الإنجليزية في كلية هنتر، جامعة مدينة نيويورك، ومن عام 1962 إلى عام 1963، قام بتدريس اللغة الإنجليزية في جامعة ميامي في أكسفورد، أوهايو.
في عام 1963، عُين مُدرسًا في الجامعة الأردنية. من عام 1963 إلى عام 1965، حمل ألبرت رتبة أستاذ مساعد في قسم اللغة الإنجليزية، ومن عام 1965 أصبح أستاذًا مشاركًا حتى عام 1967. تولى رئاسة قسم اللغة الإنجليزية وآدابها في الجامعة الأردنية من عام 1964 إلى عام 1967. حصل على رتبة أستاذ عام 1967 من قسم اللغة الإنجليزية حتى عام 1979. عمل كرئيس لقسم اللغة الإنجليزية وآدابها مرة أخرى من 1974 إلى 1976. من 19 يوليو إلى 2 سبتمبر 1969، حصل على منحة القادة للولايات المتحدة. من عام 1971 إلى عام 1972، كان أستاذًا زائرًا للغة الإنجليزية في جامعة ويسليان في أوهايو، ومن 26 فبراير 1973 إلى 12 يونيو 1976، كان عميدًا لكلية البحوث والدراسات العليا في الجامعة الأردنية. بين عامي 1995 و1996، كان أستاذاً زائراً للغة الإنجليزية في مركز دراسات المرأة في الجامعة الأردنية.

### عمله السياسي
شغل منصب مدير عام / رئيس الجمعية العلمية الملكية في عمان من عام 1976 إلى 1984، وكان المستشار الخاص لولي العهد الأمير عبد الله الثاني بين عامي 1984 و1985. من عام 1987 إلى عام 1991 كان سفيرًا في لندن مع اعتماد دبلوماسي غير مقيم متزامن 1988 في دبلن (أيرلندا)، و1990 في ريكيافيك (أيسلندا).

## الجوائز
- 1983:  وسام استحقاق الجمهورية الإيطالية، إيطاليا.
- 1983 - 1984: زمالة عليا للبحث العلمي: مركز بحوث التنمية الدولية في أوتاوا، كندا.
- 1986: زمالة الأكاديمية الدولية للآداب والعلوم.
- 1987:  وسام الاستقلال من الدرجة الأولى، الأردن.
- 1991: وسام فارس مستشفى العيون، المملكة المتحدة.[6]

## وصلات خارجية
- السيرة الذاتية. (ملف PDF)
- هذا أنا - الدكتور ألبرت بطرس على التلفزيون الأردني.
- ملف الأستاذ ألبرت بطرس على موقع الجامعة الأردنية.